# 博森蒂诺
博森蒂诺（義大利語：Bosentino），曾是意大利特伦托自治省的一个市镇。总面积4平方公里，人口817人，人口密度204.3人/平方公里（2009年）。ISTAT代码为022023。
2016年1月1日博森蒂诺、琴塔圣尼科洛、瓦塔罗、维戈洛瓦塔罗等四个市镇合并为新的阿尔托皮亚诺-德拉维戈拉纳市镇，博森蒂诺从而成为新市镇的一个分区。